# Shank
Shank é um filme de ação britânico, lançado no dia 26 de março de 2010.

## Sinopse
Londres, ano de 2015. A sociedade está em decadência, as gangues ganharam força e a economia cada vez mais instável. Junior, um adolescente de 14 anos e seu irmão mais velho, Rager, lideram uma gangue chamada The Paper Chaserz. Rager orienta seu bando a nunca matar ninguém, pois isso faz parte de um código moral que todos eles devem seguir. Eles planejam por em prática um roubo a uma van que carrega bens valiosos. No exato momento do roubo, aparece uma gangue rival, The Soldiers, e os Paper Chaserz, que são um grupo pequeno, fogem, menos o Junior, que apesar de tentar fazer o possível para escapar, é pego pelos Soldiers. Rager reaparece e consegue salvar o Junior, mandando ele se esconder mas é assassinado pelo líder do Soldiers. Agora Junior pensa em vingança e junta sua gangue a uma outra de mulheres com o objetivo de matar o líder do The Soldiers.

## Elenco
- Kedar Williams-Stirling como Junior
- Adam Deacon como Kicks
- Michael Socha como Craze
- Colin Salmon como Boogie
- Ashley 'Bashy' Thomas como Rager
- Kaya Scodelario como Tasha (Tash)
- Jennie Jacques como Ree Ree
- Rheanne Murray como Lexy
- Jerome Holder como Tugz
- Dean Bernard como Gang member
- Moe Hassan como Gang member
- Aml Ameen como Bus Conductor
- Lil' Joe como Lil' Joe
- Eggy como David Ridings
- Robert Fucilla como Breezer
- Reece Brown como mix bread
- Jan Uddin como Sweet Boy
- Tempa T
- D Double E
- Rebecca Ferdinando como Beanie